# JAC J3
La JAC J3 (chiamata anche JAC Tongyue), è un'autovettura prodotta dalla casa automobilistica cinese JAC Motors dal 2008. 
La versione ad alimentazione elettrica viene venduta come JAC iEV4.

## Il contesto
Lo sviluppo del progetto J3 inizia nel 2005 quando JAC Motors firma un contratto con la casa di design italiana Pininfarina per lo sviluppo di una nuova famiglia di vetture compatte; nel 2008 i prototipi A107 (modello due volumi hatchback) e A108 (modello berlina tre volumi) vengono presentati sotto forma di prototipo e successivamente viene approvata l'industrializzazione. Viene sviluppato un nuovo telaio a trazione anteriore con parte della componentistica di origine Daihatsu e con motore in posizione trasversale mentre viene stipulato un accordo con la Mitsubishi Motors per la fornitura del motore Orion quattro cilindri 1.3 litri 16V (4G13). 

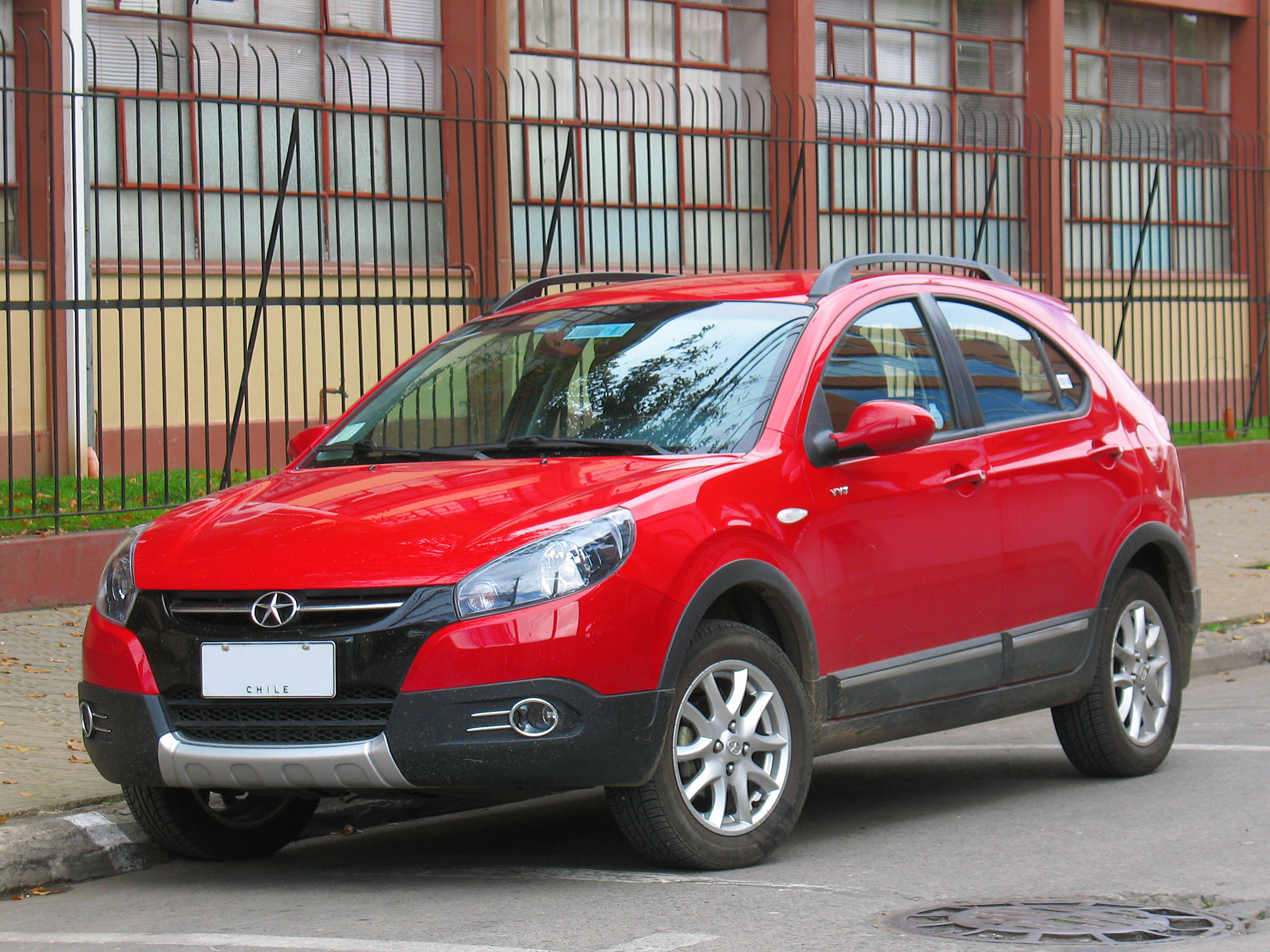
La J3 Cross

La versione di produzione viene lanciata il 17 settembre 2008 sul mercato cinese con il nome JAC Tongyue la berlina e JAC Tongyue RS la due volumi hatchback mentre nei mercati di esportazioni saranno vendute semplicemente come JAC J3. Rispetto al prototipo di Pininfarina il design viene modificato e semplificato dal centro stile JAC di Torino, pur conservando le stesse forme. La berlina è lunga 4,190 metri mentre la versione 5 porte è lunga 3,965 metri. Entrambe hanno un passo di 2,40 metri. Il telaio è a trazione anteriore con motore anteriore-trasversale e cambio manuale a cinque rapporti o automatico a quattro rapporti. Le sospensioni anteriori sono di tipo indipendenti con schema MacPherson mentre le posteriori sono a doppio braccio oscillante.
Nel 2011 viene lanciata in Sud America dove adotta lo stesso motore 1.3 benzina disponibile anche in versione flexy fuel con doppia alimentazione benzina o etanolo erogante 104 cavalli.  
Nel 2012 debutta in Cina la versione 5 porte Cross con estetica stile crossover, assetto rialzato, paraurti e protezioni laterali in plastica grezza e barre sul letto. La vettura presenta inoltre una dotazione arricchita e cerchi in lega di serie. Sarà esportata a partire dal 2013.
Un restyling è stato presentato nel fine 2013 dove viene cambiato il nome sul mercato cinese in Heyue A13. Il restyling presenta un nuovo frontale ridisegnato con calandra inedita e proiettori imbruniti e nel posteriore vengono ridisegnati i gruppi ottici con fanali orizzontali che si estendono sul cofano del bagagliaio. Nei mercati di esportazione continuerà a mantenere il nome J3 e in Sud America sarà ribattezzata J3 Turismo o J3 Turin a seconda dei paesi. La gamma motori si arricchisce di un propulsore 1.5 quattro cilindri benzina sempre di origine Mitsubishi erogante 125 cavalli disponibile sul mercato sud americano anche in versione flexy fuel ad alimentazione benzina ed etanolo erogante 127 cavalli.

## Versione elettrica

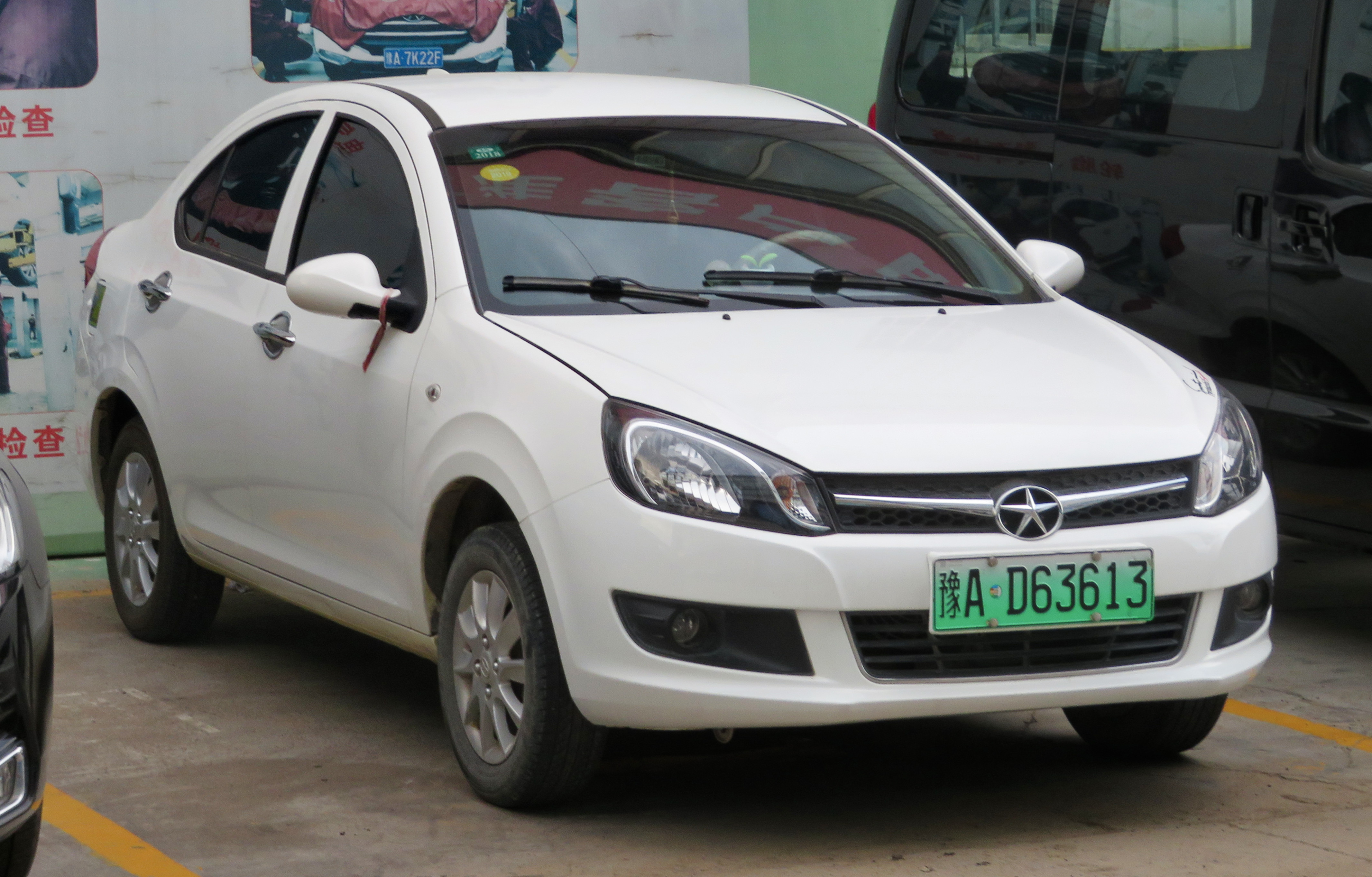
La JAC iEV4 elettrica

Lo sviluppo della versione elettrica parte nel 2010 quando la casa ne presenta un prototipo dimostrativo al pubblico destinato ad entrare in produzione l’anno seguente.
Denominata JAC J3 iEV debutta in veste definitiva nel 2011 ed entra in produzione nel settembre 2012. È la prima vettura elettrica sviluppata dalla divisione JAC New Energy e porta al debutto il brand elettrico “iEV”. Disponibile solo in versione berlina tre volumi possiede un motore elettrico sincrono trifase  abbinato ad un Accumulatore litio-ferro-fosfato da 19 kWh da una autonomia pari a 130 km.
Nell’aprile 2016 debutta la versione restyling ribattezzata JAC iEV4 e la produzione parte nell'aprile 2017. È equipaggiata con un motore elettrico sincrono trifase erogante 58 cavalli e 163 N·m di coppia massima abbinato ad una batteria agli ioni di litio da 35.6 kWh che garantisce una autonomia nel ciclo NEDC pari a 166 km. La batteria pesa 233 kg e l’autovettura possiede un peso totale pari a 1250 kg.
La produzione termina nel 2020.